# Anillaco
Anillaco é uma localidade na Argentina, no departamento de Castro Barros, na província de La Rioja. Segundo o censo de 2001 tinha  1 365 habitantes e é conhecida principalmente por ser a localidade natal do ex-presidente Carlos Saúl Menem.